# Fernão Cardim
Fernão Cardim (Viana do Alentejo, c. 1549 — arredores de Salvador, 27 de janeiro de 1625) foi um jesuíta português.
Tendo entrado para a Companhia de Jesus em 1566, embarcou para o Brasil em 1583, como secretário do visitador da companhia, visitando as regiões que hoje pertencem os estados da Bahia, Pernambuco, Ceará, Espírito Santo, Rio de Janeiro e São Paulo. Eleito procurador pela província do Brasil em 1598, voltou a Portugal.
Quando do seu regresso ao Brasil em 1601, foi aprisionado pelo corsário inglês Francis Cook. Após a sua libertação, voltou ao Brasil em 1604, como provincial da companhia, cargo que desempenhou até 1609.

## Obra
Sua obra, constituída por dois tratados e  cartas, foi elaborada ao longo da década de 1580, quando desempenhava o cargo de secretário do padre visitador. Segundo a obra "Brasiliana da Biblioteca Nacional" pg. 28, sua obra "revela uma trajetória acidentada como a sua vida, dividida entre a Europa e o Brasil. Os seus três tratados só vieram a lume, juntos pela primeira vez, em pleno século XX, denominados de Tratados da Terra e da Gente do Brasil, pelos esforços de Afrânio Peixoto, a partir do trabalho pioneiro que empreendera o nunca assaz louvado Capistrano de Abreu. Considera o mesmo autor que "a obra de Fernão Cardim, apesar de pequena, é extremamente significativa pelo que podemos acompanhar dos relatos, entre o histórico e o etnológico, sobre a realidade geográfica e humana do Brasil."
"Os seus dois primeiros textos, Do clima e terra do Brasil  e Do princípio e origem dos índios do Brasil, foram publicados inicialmente em inglês, na coleção dirigida por Samuel Purchas, em Londres, 1623. O terceiro, a Narrativa epistolar de uma viagem e missão jesuítica, foi publicado em Lisboa em 1847 pelo abnegado Francisco Adolfo de Varnhagen. Nesse texto, como testemunha presencial da realidade quinhentista do Brasil, Cardim se encanta com a fauna e a flora do país a ponto de exagerar em muitas descrições, sempre com muito amor pelo país que escolheu para missionar. A fácil adaptação dos animais e árvores transplantados para o nosso país fez com que o jesuíta realçasse a grandiosidade da natureza: ´Este Brasil já é outro Portugal, e não falando no clima que é muito mais temperado e saio, sem calmas grandes, nem frios, e donde os homens vivem muito com poucas doenças.´ Já ressaltou Rodolfo Garcia: ´o que, porém, nesses escritos verdadeiramente nos encanta é a nota de constante bom humor de que estão impregnados, a vivacidade da narrativa, a graça das comparações (…) ou quando diz que o rosto da preguiça parece de mulher mal toucada."
Fernão Cardim, que viveu no hemisfério sul,  deixou dois escritos de pouco tomo, pelos quais tem sido, a meu ver impertinentemente, incluído na história da literatura portuguesa como um dos seus primitivos escritores. Menores são ainda que os de Gabriel Soares de Sousa os seus títulos a pertencer à nossa literatura. 
A todos os respeitos mais considerável e melhor dos seus dois escritos são duas cartas que desde o Brasil endereçou ao Provincial da Companhia em Portugal, recontando-lhe, miudamente, e de modo verdadeiramente interessante, uma viagem de inspeção jesuítica por algumas de nossas capitanias. Varnhagen, que as descobriu, publicou-as em 1847 com o título factício de "Narrativa epistolar de uma viagem e missão jesuítica pela Bahia, Ilhéus, Porto Seguro, Pernambuco, Espírito Santo, Rio de Janeiro, etc., desde o ano de 1583 ao de 1590".
Embora documento interessantíssimo para o estudo das missões jesuíticas e da mesma vida colonial no primeiro século, não tem a obra de Fernão Cardim, se obra se lhe pode chamar, o interesse bem mais geral, a importância e a valia da de Gabriel Soares de Sousa. Sua inclusão na literatura portuguesa é tão legítima como o seria a de toda a correspondência jesuítica daqui desde Nóbrega até o padre Antônio Vieira, e ainda além. No desenvolvimento da nossa literatura não teve esta de Fernão Cardim sequer a parte que é lícito atribuir à de Gabriel Soares de Sousa, pelo que desta aproveitaram os posteriores autores brasileiros.
No ano de 2009 foram publicados, no Dossiê Estudos Jesuíticos, duas cartas do Padre Fernão Cardim, escritas na Bahia em 1608 e 1618. Os manuscritos estavam, respectivamente, guardados no Cartório Jesuítico do Arquivo Nacional da Torre do Tombo em Lisboa e na Colección Jesuitas da Academia Real de História, em Madrid. Os historiadores Pablo Antonio Iglesias Magalhães e Maria Hilda Baqueiro Paraíso apontaram a influência de Cardim na elaboração da Ânua de 1607.
Outro escrito que se lhe imputa com fundados motivos mas sem absoluta certeza é a monografia, como lhe chamaríamos hoje, Do princípio e origem dos índios do Brasil e dos seus costumes, adorações e cerimônias, título também factício.